# Чмыхов, Николай Александрович
Николай Александрович Чмы́хов (укр. Мико́ла Олекса́ндрович Чми́хов; 26 сентября 1953, Славянск Сталинской области — 26 апреля 1994, Киев) — советский и украинский археолог. Доктор исторических наук, профессор, основатель кафедры культурологии и археологии факультета гуманитарных наук Национального университета «Киево-Могилянская академия».

## Биография
Родился 26 сентября 1953 года в городе Славянске Сталинской области.
В 1975 году окончил исторический факультет Киевского университета имени Тараса Шевченко. В 1975—1978 годах учился в аспирантуре при кафедре археологии и музееведения.
Ученик известного украинского археолога В. Н. Даниленко.
С 1978 по 1987 годы работал в должности ассистента, вначале кафедры истории УССР, с 1982 года переведён на кафедру археологии и музееведения. В 1982 году защитил кандидатскую диссертацию «Орнамент эпохи бронзы степной Украины как исторический источник в изучении первобытного мировоззрения».
В 1987—1989, 1992 годах доцент кафедры археологии, этнографии и музееведения, где преподавал курсы «Основы археологии», «История первобытного общества».
В 1989—1992 годах обучался в докторантуре. В марте 1992 года защитил докторскую диссертацию «Проблема осознания космоса в обществах неолита — бронзового века Юго-Восточной Европы». После защиты докторской диссертации перешёл на работу в Национальный университет «Киево-Могилянская академия».
В 1973—1986 годах принимал участие в работе Донецкой, Северодонецкой, Ингульской, Днепропетровской, Николаевской, Луганской и др. археологических экспедиций.
Автор около 100 научных публикаций.
Умер 26 апреля 1994 года в Киеве. Похоронен на Байковом кладбище.

## Идеи
В своей реконструкции славянской древности Чмыхов отказывался от использования этнографических данных о традиционных народах, поскольку они обитали в другой исторической и природной обстановке, чем предки славян. Основными источниками он называл археологические и фольклорные данные. Как и академик Б. А. Рыбаков, он считал, что мифы содержат исторические сведения, включая «воспоминания» о древнейших эпохах, для выявления которых никаких специальных знаний не требуется.
Он рассматривал первобытные религиозные представления как мировоззрение и как «первобытную науку», научные знания, которые не только сопоставимы с современными, но даже в чем-то их превосходят. Первобытный человек, по его мнению, обладал научным историческим мышлением и «чувствовал глубинные закономерности исторического процесса». В качестве источников Чмыхов использовал не только научные знания, но также «Велесову книгу» и идеи астрологов. Он писал:

Язычество — это не только далекое прошлое. Оно было системой, учитывающей глобальные закономерности развития природы и общества, и в силу этого многие его принципиальные положения заслуживают переосмысления и использования не только сегодня, но даже и завтра.
Он предсказывал скорую «вселенскую катастрофу», которая откроет новую эпоху, когда и понадобятся «языческие знания».
Чмыхов писал о корнях славянства в протонеолите, задолго до появления трипольской культуры, и называл Правобережную Украину исконной прародиной как славян, так и индоевропейцев в целом. По его мнению, этот регион был инкубатором археологических культур, которые он однозначно отождествлял с этническими группами. Он апеллировал к гипотезе, согласно которой позднепалеолитические переселенцы с Украины возглавили «неолитизацию» Ближнего Востока и совершили «неолитическую революцию». Славян Чмыхов считал исконным населением Украины, которые обитали на территории индоевропейской прародины в течение по меньшей мере 10 тысяч лет, единственными абсолютно автохтонными индоевропейцами. Сопоставляя ход социально-экономического развития в Месопотамии и на Украине, Чмыхов утверждал, что Украина ни в чём не отставала от древнейшей в мире месопотамской цивилизации. Он считал, что государственность на Украине возникла в начале эпохи бронзы, поскольку там, по его словам, еще в неолите существовали протогорода. Отсутствие доказательств этому он объяснял произошедшей в древности морской трансгрессией.
Апеллируя к глобальным историческим закономерностям, Чмыхов писал о неизбежности становления независимой Украины в качестве особого исконного «природно-климатично-социально-экономического организма», именно в её нынешних границах. Говоря об украинской государственности, он писал, что «впервые за 8000 лет она утверждается на всей территории Украины».

## Влияние
Идеи Чмыхова включены в стандартный учебник по этнографии, утвержденный Министерством образования Украины. Также его идеи получили распространение в славянском неоязычестве.

## Критика
По мнению историка В. А. Шнирельмана, Чмыхов принадлежит к числу авторов, для которых древнейшая история важна не сама по себе, а в качестве способа обоснования легитимности самостоятельной Украины. Шнирельман отмечает, что Чмыхов оставлял в стороне вопрос о надёжности фольклорных материалов для первобытно-исторических реконструкций. Не являясь фольклористом, Чмыхов пытался свободно оперировать фольклорным материалом. Идея «культуртрегерства», к которой подводят идеи Чмыхова, близка к расовой теорией. В частности, Чмыхов утверждал, что различавшееся по хозяйству неолитическое население принадлежало к «разным расовым группам».
Археолог Л. С. Клейн относит идеи Чмыхова к «эзотерической археологии».

## Некоторые публикации
- К семантике орнаментальных схем катакомбной керамики // Некоторые вопросы археологии Украины. — К., 1977. — С. 14—31.
- Принципы зодиакального (астрономического) датирования в археологии // Материалы по хронологии археологических памятников Украины. — К., 1982. — С. 16—29.
- Археологічні дослідження курганів: Навч. посібник. — К., 1989. — 217 с. (співавтори: Ю. О. Шилов; П. Л. Корнієнко).
- Истоки язычества Руси. — Киев: Лыбидь, 1990. — 384 с.
- Археологія та стародавня історія України: Курс лекцій. — К., 1992. — 180 с. (співавтори: Н. М. Кравченко, І. Т. Черняков).
- Вiсiм тисячолiть археологiчної космологiї в Українi / В. Довгич (ред.). Космос древньоi України. — Київ: Iндо-Європа. — 1992. — С. 66—99.
- Курганні пам’ятки як явище давньої культури: навч. посібник. — К., 1993. — 144 с.
- Давня культура: Навч. посібник. — К., 1994. — 288 с. — С. 58—63.
- Споконвiчнi державотворцi // В. Довгич (ред.). Онуки Дажбожi. Походження українського народу. — Київ: Iндо-Европа, Такi справи, 1996—1997. — Кн. 1—2. — С. 10—11.
- Глобальний катаклiзм очима трипiльцiв // В. Довгич (ред.). Онуки Дажбожi. Походження українського народу. — Київ: Iндо-Європа, Такi справи, 1996—1997. — Кн. 1—2. — С. 86—90.